# A Vida Mentirosa dos Adultos
A vida mentirosa dos adultos ( em italiano:  La vita bugiarda degli adulti) é um romance de 2019 de Elena Ferrante . Foi adaptado para uma série de televisão de mesmo nome por Edoardo De Angelis em 2023.

## Sinopse
Em Nápoles, no início dos anos 1990, Giovanna Trada, de 12 anos, ouve seu pai, Andrea, comparar a sua aparência com à de sua irmã distante, Vittoria. Isso envia Giovanna em busca de Vittoria do outro lado de Nápoles para descobrir a natureza do rompimento entre os irmãos.

## Publicação
O romance foi publicado pela primeira vez na Itália em novembro de 2019 pela Edizioni e/o. Uma tradução para o inglês de Ann Goldstein estava programada para ser publicada pela Europa Editions em 9 de junho de 2020, mas foi adiada para 1º de setembro de 2020 devido à pandemia de COVID-19 . O livro foi publicado na mesma data no Brasil, pela editora Intrínseca, com tradução de Marcello Lino. A tradução para o inglês estreou em segundo lugar na lista de best-sellers de ficção do The New York Times .

## Recepção crítica
Em sua crítica, Kirkus Reviews elogiou a tradução "fluida" de Goldstein e escreveu: "A sexualidade nascente de Giovanna é explorada com mais franqueza do que a dos protagonistas anteriores de Ferrante".
A Publishers Weekly chamou Giovanna de "personagem vencedora", mas mesmo assim escreveu que o romance "parece menor em comparação com o trabalho anterior de Ferrante".
Uma crítica no The New York Times afirmou que o livro "evoca todos os paradoxos comuns e conflitantes da vida íntima".

## Adaptação televisiva

Poster da adaptação da Netflix

Em maio de 2020, a Netflix anunciou que adaptaria The Lying Life of Adults para uma série de televisão de mesmo nome em colaboração com a produtora italiana Fandango . A série foi lançada pela Netflix em janeiro de 2023.